# Nuuk Center
Nuuk Center – centrum handlowe w stolicy Grenlandii – Nuuk. Znajduje się w sąsiedztwie centrum kulturalnego Katuaq, w dzielnicy Nuuk Centrum. Składa się z ponad 20 punktów handlowych i gastronomicznych oraz podziemnego parkingu, usytuowanych na powierzchni 25 000 m². Budowę obiektu przeprowadziła duńska firma MT Højgaard pod kierownictwem firmy Agerskov Consulting z Nuuk. Centrum zostało otwarte 27 lipca 2012 roku. Jego szacunkowy koszt budowy wyniósł 100 mln USD.

## Punkty usługowe CH Nuuk Center
| L.P. | Poziom 1       | L.P. | Poziom 2           |
| ---- | -------------- | ---- | ------------------ |
| 1    | Nønne.net      | 1    | Anori Art          |
| 2    | ITTU.NET       | 2    | Next Generation    |
| 3    | ITTUman        | 3    | Amma Design        |
| 4    | IQ Naasut      | 4    | Sweet Home / Botex |
| 5    | Bones          | 5    | Salon Mariia       |
| 6    | Pisiffik       | 6    | Torrak Fashion     |
| 7    | Matas          | 7    | Only               |
| 8    | Pasucci Corner | 8    | Nice / Kop & Kande |
| 9    | BabySam        | 9    | Pisattat           |
| 10   | Bog & Idé      | 10   | Room 25            |
| 11   | SYNOPTIK       | 11   | Elgiganten         |
| 12   | Legekæden      | 12   | Suustu             |
|      |                | 13   | MDC DATA           |
|      |                | 14   | Centerkontor       |
|      |                | 15   | Eskiman            |